# Drakenstein Local Municipality
Drakenstein (englisch Drakenstein Local Municipality, afrikaans Drakenstein Munisipaliteit, isiXhosa Drakenstein Umasipala) ist eine Lokalgemeinde im Distrikt Cape Winelands der südafrikanischen Provinz Westkap. Der Sitz der Gemeindeverwaltung befindet sich in Paarl. Bürgermeister ist Conrad Poole.
Die Gemeinde wurde im Oktober 1687 nach dem Hochkommissar Hendrik Adriaan van Rheede tot Draakenstein benannt, der 1685 die Kapregion besucht hatte.

## Städte und Orte
- Gouda
- Hermon
- Mbekweni
- Paarl
- Saron
- Victor Verster
- Wellington

## Demografie
Im Jahr 2011 hatte die Gemeinde 251.262 Einwohner auf einer Gesamtfläche von 1538 km². Davon waren 62,5 % Coloured, 22,7 % schwarz und 13,5 % weiß. Gesprochen wurde zu 72,5 % Afrikaans, zu 16,2 % isiXhosa und zu 4,9 % Englisch.

## Städtepartnerschaften
Seit dem 10. November 2010 besteht eine Gemeindepartnerschaft mit Walvis Bay in Namibia.

## Sehenswürdigkeiten
Auf dem Gebiet der Gemeinde liegt das private Naturschutzgebiet Elandsberg Contract Nature Reserve, das größte zusammenhängende Teilstück des Renosterveldes.